# Maxime IV de Constantinople
Maxime IV de Constantinople (en grec : Μάξιμος Δ΄) fut patriarche de Constantinople de 1491 à 1497.

## Biographie
Manuel, métropolite de Serrès en Macédoine, est porté au trône patriarcal au début de l'année 1491 en remplacement de Dionysios Ier qui était retourné définitivement dans son monastère. Il adopte alors de le nom de « Maxime IV ». Au bout de six ans il est déposé au début de 1497 par les Ottomans sur une accusation vraie ou fausse.